# 2С7 «Піон»
2С7 «Піон» (рос. 2С7 «Пион», індекс ГБТУ — Об'єкт 216) — радянська 203-мм самохідна гармата артилерії резерву Верховного Головнокомандування. Розроблено на Ленінградському Кіровському заводі. Головний конструктор шасі — М. С. Попов, 203-мм гармати 2А44 — Г. І. Сергєєв. 2С7 «Піон» призначений для придушення тилів, знищення особливо важливих об'єктів і засобів ядерного нападу в тактичній глибині на відстані до 47 км.

## Історія створення
29 серпня 1949 р. була випробувана перша радянська атомна бомба. Таким чином, у Холодній війні ядерною зброєю стали володіти обидва протиборчі угруповання. З нарощуванням стратегічних ядерних озброєнь обома сторонами конфлікту стало очевидним, що тотальна ядерна війна малоймовірна і безглузда. Актуальною стала теорія «обмеженої ядерної війни» з обмеженим застосуванням тактичного ядерного озброєння. На початку 1950-х років перед керівництвами протиборчих сторін виникла проблема доставки цього озброєння, оскільки основними засобами доставки були стратегічні бомбардувальники Boeing B-29 і Ту-4. Такі засоби доставки не могли ефективно завдавати удари по передових позиціях військ противника. Серед найкращих засобів розглядали корпусні та дивізійні артилерійські системи, тактичні ракетні комплекси і безвідкатні гармати. Першими радянськими артилерійськими системами, озброєними ядерними боєприпасами, стали самохідний міномет 2Б1 і самохідна гармата 2А3, проте ці системи були громіздкими і не могли забезпечити вимоги по високій мобільності. З початком бурхливого розвитку ракетної техніки в СРСР роботи над більшістю зразків класичної артилерії за вказівкою М.С. Хрущова були припинені.
Після зняття з поста М. С. Хрущова роботи з артилерійської тематики відновилися. До весни 1967 року був виконаний аванпроект нової надпотужної САУ на базі танку «Об'єкт 434», а також виконаний дерев'яний макет в натуральну величину. Проект передбачав створення САУ закритого типу з рубочною установкою гармати конструкції ОКБ-2. Макет отримав негативні відгуки від представників міністерства оборони, однак пропозиція про створення САУ особливої потужності зацікавила Міністерство оборони СРСР, і 16 грудня 1967 року наказом № 801 Міністерства оборонної промисловості була розпочата науково-дослідна робота з визначення вигляду і базових характеристик нової САУ.
| Таблиця ТТХ балістичних рішень, запропонованих до використання в 2С7 |      |      |      |
| Балістика гармати                                                    | С-72 | С-23 | МУ-1 |
| Калібр гармати, мм                                                   | 210  | 180  | 180  |
| Маса снаряду, кг                                                     | 133  | 88   | 97,5 |
| Максимальна дальність ОФС, км                                        | 35   | 30   | 30   |
| Максимальна дальність АР ОФС, км                                     | 50   | 45   |      |

Основною вимогою до нової САУ була максимальна дальність стрільби — не менше 25 км. Вибір оптимального калібру гармати за вказівкою ГРАУ виконувала Артилерійська академія імені М. І. Калініна. В ході робіт були розглянуті різні артилерійські системи, що знаходились на озброєні або в розробці. Основними були 210-мм гармата С-72, 180-мм гармата С-23 і 180-мм берегова гармата МУ-1. За висновком Ленінградської артилерійської академії, варіантом, що підходить найкраще, було визнано балістичне рішення 210-мм гармати С-72. Однак, попри це, завод «Барикади» для забезпечення наступності технологій виготовлення вже розроблених гармати Б-4 та Б-4М запропонував зменшити калібр з 210 до 203 мм. Така пропозиція отримала схвалення в ГРАУ.
Одночасно з вибором калібру велися роботи і по вибору шасі і компонувальної схеми для майбутньої САУ. Одним з варіантів було шасі багатоцільового тягача МТ-Т, зробленого на базі танку Т-64А. Такий варіант отримав позначення «Об'єкт 429а». Також опрацьовувався варіант на базі важкого танка Т-10, що одержав позначення «216.сп1». За результатами роботи було з'ясовано, що оптимальною буде відкрите встановлення гармати, при цьому для розміщення нової гармати не підходить жоден з наявних типів шасі, внаслідок високої сили опору відкату в 135 тс при стрільбі. Тому було прийнято рішення розробляти нову ходову частину з максимально можливою уніфікацією вузлів з наявними на озброєнні СРСР танками. Отримані опрацювання лягли в основу ДКР під найменуванням «Піон» (індекс ГРАУ — 2С7). «Піон» мав надійти на озброєння дивізіонів артилерії резерву Верховного Головнокомандування для заміни 203-мм буксированих гаубиць Б-4 та Б-4М.
Офіційно роботи за новою САУ особливої потужності були затверджені 8 липня 1970 року постановою ЦК КПРС і Ради міністрів СРСР № 427-161. Головним розробником 2С7 був призначений Ленінградський Кіровський завод, гармату 2А44 проектували в ОКБ-3 Волгоградського заводу «Барикади». 1 березня 1971 року були видані, а до 1973 року затверджені тактико-технічні вимоги на нову САУ. Згідно з завданням, самохідна гармата 2С7 мала забезпечувати безрикошетну дальність стрільби від 8,5 до 35 км осколко-фугасними снарядами масою 110 кг, при цьому мала забезпечуватися можливість стрільби ядерним пострілом 3ВБ2, призначеним для 203-мм гаубиці Б-4М. Швидкість руху по шосе повинна була бути не менше 50 км/год.
Нове шасі з кормовою установкою гармати отримало позначення «216.сп2». У період з 1973 по 1974 роки два дослідні зразки САУ 2С7 були виготовлені і спрямовані на випробування. Перший зразок проходив ходові випробування на полігоні Струги Червоні. Другий зразок проходив випробування стрільбою, однак виконати вимоги з дальності стрільби не зміг. Проблема була вирішена підбором оптимального складу порохового заряду і типу пострілу. В 1975 році система «Піон» була прийнята на озброєння Радянської армії. В 1977 році у Всесоюзному науково-дослідному інституті технічної фізики для САУ 2С7 були розроблені і надійшли на озброєння ядерні боєприпаси.

## Серійне виробництво та модифікації
|                                          | 2С7    | 2С7М  |
| ---------------------------------------- | ------ | ----- |
| Початок серійного виробництва            | 1975   | 1986  |
| Бойова маса, т                           | 45     | 46,5  |
| Екіпаж, чол.                             | 7      | 6     |
| Індекс гармати                           | 2А44   | 2А44  |
| возимий боєзапас, постр.                 | 4      | 8     |
| Максимальна скорострільність, постр/хв   | 1,5    | 2,5   |
| Режимна скорострільність, постр/год      | 40     | 50    |
| Час переведення в бойове положення, хв.  | 10     | 7     |
| Час переведення в похідне положення, хв. | 10     | 3-5   |
| Марка двигуна                            | В-46-1 | В-84Б |
| Потужність двигуна, к.с.                 | 780    | 840   |
| Питома потужність, к.с./т                | 17,25  | 18    |
| Радіостанція                             | Р-123М | Р-173 |
| Апаратура внутрішнього зв'язку           | 1В116  | 1В116 |

Серійне виробництво САУ 2С7 було розгорнуто в 1975 році на Ленінградському заводі імені Кірова. Виготовленням гармати 2А44 займався волгоградський завод «Барикади». Виробництво 2С7 тривало аж до розвалу Радянського Союзу. В 1990 році в Радянські війська була передана остання партія з 66 машин 2С7М. Станом на 1990 рік вартість однієї самохідної артилерійської установки 2С7 становила 521527 рублів. Всього за 16 років виробництва було випущено понад 500 одиниць 2С7 різних модифікацій.
У 1980-ті роки назріла необхідність модернізації САУ 2С7. Тому була відкрита дослідно-конструкторська робота під шифром «Малка» (індекс ГРАУ — 2С7М). Насамперед ставилося питання про заміну силової установки, оскільки двигун В-46-1 не мав достатньої потужності і надійності роботи. Для «Малки» був розроблений двигун В-84Б, який відрізнявся від використаного в танку Т-72 особливостями компонування двигуна в моторно-трансмісійному відділенні. Завдяки новому двигуну САУ могла заправлятися не тільки дизельним паливом, але також гасом і бензином. Модернізації піддалася і ходова частина машини. В лютому 1985 а САУ з новою силовою установкою і модернізованою ходовою частиною проходила випробування. За результатами модернізації ресурс мотопробігу САУ був збільшений до 8000—10 000 км. Для прийому і відображення інформації з машини старшого офіцера батареї місця навідника і командира були обладнані цифровими індикаторами з автоматичним прийомом даних, що дозволило скоротити час переведення машини з похідного в бойове положення і назад. Завдяки зміненій конструкції укладок возимий боєкомплект був збільшений до 8 пострілів. Новий механізм заряджання дозволив здійснювати заряджання гармати при будь-яких кутах вертикальної прокачки[що?]. Таким чином скорострільність була збільшена в 1,6 рази (до 2,5 пострілів на хвилину), а режим вогню — в 1,25 рази. Для стеження за важливими підсистемами в САУ була встановлена апаратура регламентного контролю, яка здійснювала безперервний моніторинг вузлів озброєння, двигуна, гідросистеми та енергоагрегатів. Серійне виробництво САУ 2С7М було розпочато в 1986 році. Крім того, екіпаж машини був зменшений до 6 осіб.
Наприкінці 1970-х років на основі гармати 2А44 був розроблений проект корабельної артилерійської установки під шифром «Піон-М». Теоретична маса артилерійської установки без боєкомплекту склала 65-70 тонн. Боєкомплект мав становити 75 пострілів, а скорострільність до 1,5 пострілів на хвилину. Артилерійську установку «Піон-М» передбачалось встановлювати на кораблі проекту 956 типу «Сучасний». Однак, через принципову незгоду керівництва ВМФ з використанням крупного калібру, далі проектні роботи по артилерійській установці «Піон-М» не просунулись.

## Опис конструкції

### Броньовий корпус
Самохідна гармата 2С7 «Піон» виконана за безбаштовою схемою з відкритим розташуванням гармати в кормовій частині САУ. До складу екіпажу входять 7 (в модернізованому варіанті 6) чоловік. На марші всі члени екіпажу розміщені в корпусі САУ. Корпус розділений на чотири відділення. У передній частині розташоване відділення управління з місцем командира, механіка-водія і місце для одного з членів обслуги. За відділенням управління розташований моторно-трансмісійний відсік з двигуном. За моторно-трансмісійним відсіком розташоване відділення обслуги, в якому розташовані укладки зі снарядами, місце навідника і місця для 3 (в модернізованому варіанті 2) членів обслуги. У кормовому відділенні розташована відкидна плита-сошник і гармата САУ. Корпус 2С7 зроблений з двошарової протикульної броні з товщиною зовнішніх листів 13 мм, а внутрішніх — 8 мм. Обслуга всередині САУ захищена від наслідків застосування зброї масового ураження. Корпус послаблює дію проникної радіації в три рази. Заряджання головної гармати при роботі САУ здійснюється з ґрунту або з вантажівки за допомогою спеціального підйомного механізму, встановленого на платформі, з правого боку відносно гармати. Заряджальник при цьому перебуває зліва від гармати та керує процесом за допомогою пульта управління.

### Озброєння

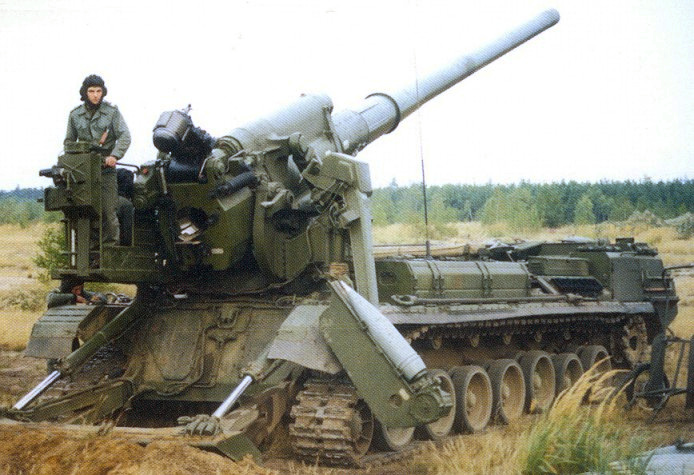
САУ 2С7 в бойовому положенні

Основним озброєнням є 203-мм гармата 2А44, що має максимальну скорострільність 1,5 постріли за хвилину (на модернізованому варіанті до 2,5 постріли за хвилину). Ствол гармати є вільною трубою з'єднаною з казенником. У казеннику розташований поршневий затвор. Ствол гармати й противідкатні пристрої розташовані в люльці хитної частини. Хитна частина закріплена на верхньому верстаті, який встановлений на осі і закріплений намітками. Противідкатні пристрої складаються з гідравлічного гальма відкату, і двох пневматичних накатників, розташованих симетрично відносно каналу ствола. Така схема противідкатних пристроїв дозволяє надійно утримувати відкатні частини гармати в крайньому положенні до здійснення пострілу при будь-яких кутах вертикального наведення. Довжина відкату при пострілі може сягнути 1400 мм. Підйомний і поворотний механізми секторного типу забезпечують наведення гармати в діапазоні кутів від 0 до + 60° по вертикалі і від −15 до + 15° по горизонту. Наведення може здійснюватися як гідравлічними приводами, що живляться від насосної станції САУ 2С7, так і за допомогою ручних приводів. Пневматичний механізм врівноважувача служить для компенсації моменту неврівноваженості хитної частини гармати. Для полегшення роботи членів обслуги САУ обладнана механізмом заряджання, що забезпечує подачу пострілів на лінію заряджання і досилання їх в камору гармати.
Відкидна опорна плита, розміщена в кормі корпусу, передає зусилля пострілу на ґрунт, чим забезпечує більшу стійкість САУ. На заряді № 3 «Піон» міг вести стрільбу прямим наведенням без встановлення сошника. Вожений боєкомплект самохідної гармати «Піон» становить 4 постріли (для модернізованого варіанта 8), в доданій до САУ транспортній машині перевозиться основний боєкомплект із 40 пострілів. В основний боєкомплект входять уламково-фугасні снаряди 3ОФ43, крім того можуть використовуватись касетні снаряди 3-О-14, бетонобійні і ядерні боєприпаси. Додатково САУ 2С7 оснащена 12,7-мм зенітним кулеметом НСВТ і переносними зенітними ракетними комплексами 9К32 «Стріла-2».
Можливе використання боєприпасів від американської 203-мм САУ M110. Зокрема, українські артилеристи використовували уламково-фугасні снаряди M106 під час російсько-української війни.

#### Застосовувані боєприпаси
| Номенклатура боєприпасів    |                |               |                  |             |                 |                                  |                                    |
| Індекс пострілу             | Індекс снаряда | Індекс заряду | Маса снаряду, кг | Маса ВР, кг | Маса заряду, кг | Початкова швидкість снаряда, м/с | Максимальна дальність стрільби, км |
| Бетонобійні                 |                |               |                  |             |                 |                                  |                                    |
| 3ВГ11                       |                |               |                  |             |                 |                                  |                                    |
| Касетні                     |                |               |                  |             |                 |                                  |                                    |
| 3ВО15                       | 3-О-14         | 4-з-2         | 110              | 24×0,23     | 43,2            |                                  | 30,4                               |
| 3ВО16                       | 3-О-14         | 4-з-3         | 110              | 24×0,23     | 25              |                                  | 13                                 |
| Осколково-фугасні           |                |               |                  |             |                 |                                  |                                    |
| 3ВОФ34                      | 3ОФ43          | 4-з-2         | 110              | 17,8        | 43,2            | 960                              | 37,4                               |
| 3ВОФ35 (активно-реактивний) | 3ОФ44          | 4-з-2         | 102              | 13,32       | 43,2            |                                  | 47,5                               |
| 3ВОФ42                      | 3ОФ43          | 4-з-3         | 110              | 17,8        | 25              |                                  | 25,4                               |
| Ядерні                      |                |               |                  |             |                 |                                  |                                    |
| «Рицина» (рос. Клещевина)   |                |               |                  |             |                 |                                  |                                    |
| «Саджанець» (рос. Саженец)  |                |               |                  |             |                 |                                  |                                    |
| «Перфоратор»                |                |               |                  |             |                 |                                  |                                    |
| Навчальні                   |                |               |                  |             |                 |                                  |                                    |
| Холостий                    | -              | 4Х47          | -                | -           | 17,5            | -                                | -                                  |

### Засоби спостереження і зв'язку
Для наведення гармати місце навідника обладнане артилерійським панорамним прицілом ПГ-1М для стрільби з закритих вогневих позицій і прицілом прямої наводки ОП4М-99А для ведення вогню по спостережуваних цілях. Для спостереження за місцевістю відділення управління обладнано сімома призматичними перископічними приладами спостереження ТНПО-160, ще два прилади ТНПО-160 встановлені в кришках люків відділення розрахунку. Для роботи в нічних умовах частина приладів ТНПО-160 може бути замінена на прилади нічного бачення ТВНЕ-4Б.
Зовнішній радіозв'язок підтримується радіостанцією Р-123М. Радіостанція працює в УКХ-діапазоні і забезпечує стійкий зв'язок з однотипними станціями на відстані до 28 км в залежності від висоти антени обох радіостанцій. Переговори між членами екіпажу здійснюється через апаратуру внутрішнього зв'язку 1В116.

### Двигун і трансмісія

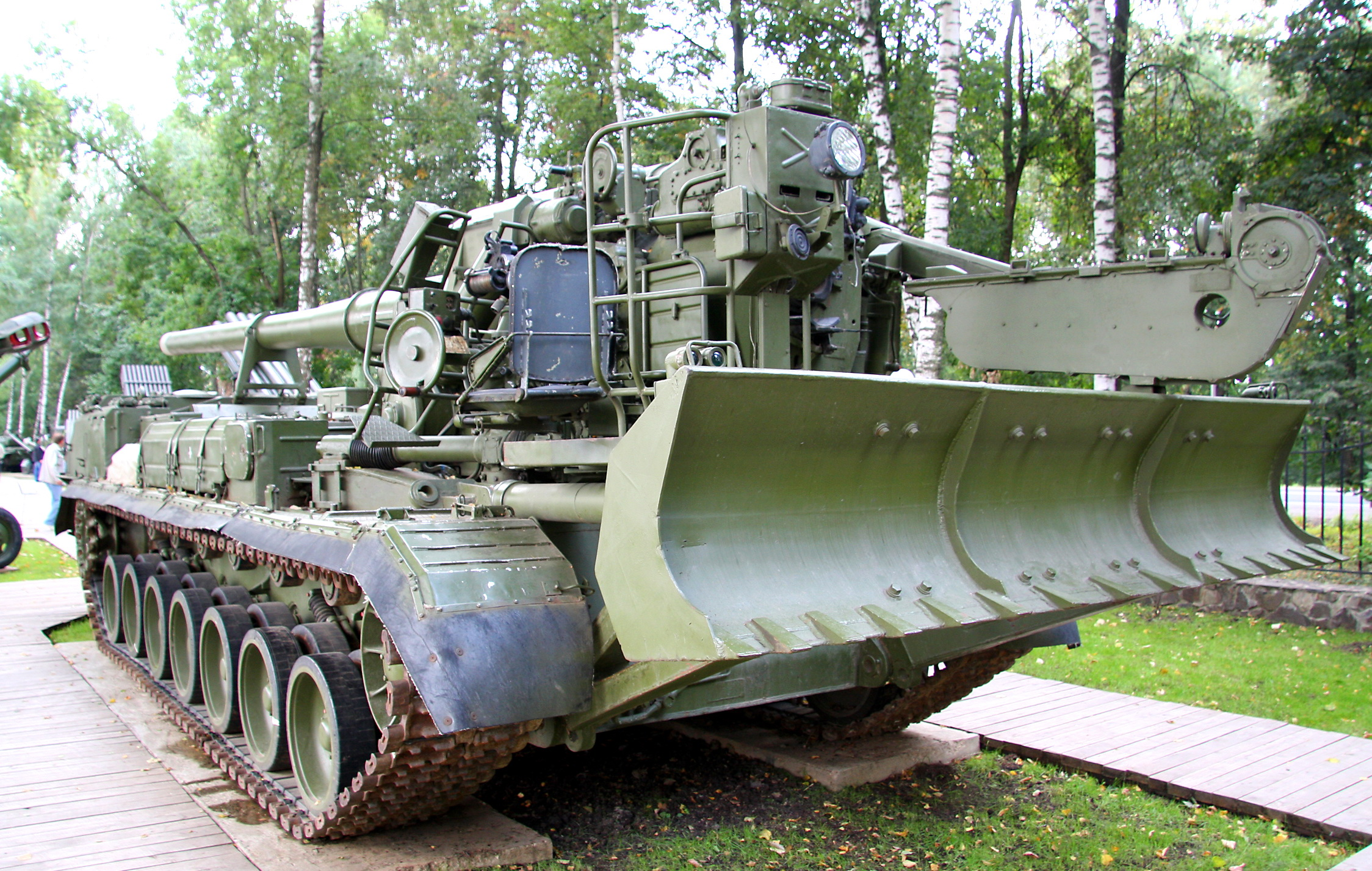
Опорний сошник САУ 2С7 в похідному положенні

Як силову установку в 2С7 використовує V-подібний 12-циліндровий чотиритактний дизельний двигун В-46-1 рідинного охолодження з наддувом потужністю 780 кс. Дизельний двигун В-46-1 був створений на базі двигуна В-46, що встановлювався на танки Т-72. Особливостями В-46-1 були невеликі компонувальні зміни пов'язані з його адаптацією під установку в моторно-трансмісійне відділення САУ 2С7. З основних відмінностей було змінене місце розташування валу відбору потужності. Для полегшення запуску двигуна в зимових умовах в моторно-трансмісійному відділенні встановлена система підігріву, розроблена на базі аналогічної системи важкого танка Т-10М. В ході модернізації на САУ 2С7М силова установка була замінена на багатопаливний дизельний двигун В-84Б потужністю 840 л.с. Трансмісія механічна, з гідравлічним керуванням і планетарним механізмом повороту. Має сім передніх і одну задню передачі. Крутний момент двигуна передається через конічний редуктор з передавальним числом 0,682 на дві бортові коробки передач.

### Ходова частина
Ходова частина 2С7 виконана на базі основного танка Т-80 і складається з семи пар здвоєних обгумованих опорних і шести пар одинарних підтримуючих котків. У задній частині машини розташовані лінивці, а в передній — ведучі зірочки. У бойовому положенні лінивці опускаються на ґрунт для додання САУ більшої стійкості до навантажень при стрільбі. Опускання і підняття здійснюється за допомогою двох гідроциліндрів, закріплених по осях лінивців. Підвіска 2С7 — індивідуальна торсіонна з гідравлічними амортизаторами.

### Спеціальне обладнання
Підготовка позиції для стрільби здійснюється за допомогою сошника в кормовій частині САУ. Підйом і опускання сошника здійснюється за допомогою двох гідравлічних домкратів. Додатково самохідна гармата 2С7 була обладнана дизельним генератором 9Р4-6У2 потужністю 24 к.с. для живлення основного насоса гідравлічної системи САУ на стоянці, коли двигун машини вимкнений.

## Машини на базі
1969 року в тульському НДЕМІ за постановою ЦК КПРС і Ради міністрів СРСР від 27 травня 1969 р. були розпочаті роботи по створенню нової зенітно-ракетної системи С-300В фронтової ланки. Дослідження проведені в НДЕМІ спільно з ленінградським ВНДІ-100 показали відсутність шасі, що відповідало умовам вантажопідйомності, внутрішнім габаритам і прохідності. Тому КБ-3 Ленінградського заводу імені Кірова було видано завдання на розробку нового уніфікованого гусеничного шасі. До розробки пред'являли такі вимоги: повна маса — не більше 48 тонн, вантажопідйомність — 20 тонн, забезпечення роботи обладнання та екіпажу в умовах застосування зброї масового ураження, висока маневреність і прохідність. Шасі проектувалось практично одночасно з самохідною установкою 2С7 і було з нею максимально уніфіковано. До основних відмінностей відноситься заднє розташування моторно-трансмісійного відділення і ведучих зірочок гусеничного рушія. В результаті проведених робіт були створені такі модифікації універсального шасі:
1. «Об'єкт 830» — для самохідної пускової установки 9А83;
2. «Об'єкт 831» — для самохідної пускової установки 9А82;
3. «Об'єкт 832» — для радіолокаційної станції 9С15;
4. «Об'єкт 833» — в базовому виконанні: для багатоканальної станції наведення ракет 9С32; у виконанні «833-01» — для радіолокаційної станції 9С19;
5. «Об'єкт 834» — для командного пункту 9С457;
6. «Об'єкт 835» — для пуско-заряджаючих установок 9А84 і 9А85.

Виготовлення дослідних зразків універсальних шасі виконав Ленінградський завод імені Кірова. Серійне виробництво було передано на Липецький тракторний завод.
У 1997 році на замовлення Інженерних військ РФ була розроблена швидкохідна траншейна машина БТМ-4М «Тундра» для різання траншей і риття в мерзлому ґрунті.
Після розвалу Радянського Союзу в Росії стрімко скоротилось фінансування збройних сил, а закупівлі військової техніки майже зупинились. В цих умовах на Кіровському заводі була проведена програма конверсії військової техніки, в рамках якої на основі САУ 2С7 були розроблені і почали виробляти машини громадянського машинобудування. У 1994 році був розроблений високомобільний кран СГК-80, а через чотири роки з'явився його модернізований варіант — СГК-80р. Крани мали масу 65 тонн та вантажопідйомність до 80 тонн. На замовлення Департаменту безпеки руху та екології Укрзалізниці в 2004 році були розроблені самохідні гусеничні машини СМ-100, призначені для ліквідації наслідків сходів рухомого складу з рейок, а також для проведення аварійно-рятувальних робіт після катастроф природного і техногенного характеру.

## Служба

### Організаційна структура
Самохідна гармата 2С7 надходила на озброєння окремих самохідно-артилерійських дивізіонів артилерійських бригад великої потужності артилерії резерву Верховного Головнокомандування Сухопутних військ СРСР. Стандартний дивізіон налічував по 3 батареї з чотирьох самохідних гармат 2С7 (разом 12 САУ в дивізіоні). Кожна бригада налічувала по 2 дивізіони САУ 2С7 і 2 дивізіону самохідних мінометів 2С4 «Тюльпан», однак дивізіони 2С4 могли бути замінені на САУ 2С7.

### Служба
Самохідні гармати 2С7 перебували на озброєнні наступних формувань:
1. 13 важка артилерійська бригада: 48 одиниць 2С7 станом на 1990 рік[6].
2. 19-й окремий самохідно-артилерійський дивізіон (19 облоговий): 12 одиниць 2С7[20].
3. 184 артилерійська бригада великої потужності: 48 одиниць 2С7 станом на 1990 рік[6].
4. 188 артилерійська бригада великої потужності: 48 одиниць 2С7 станом на 1990 рік[6].
5. 228 артилерійська бригада великої потужності: 45 одиниць 2С7 станом на 1990 рік[6].
6. 289 артилерійська бригада великої потужності: 48 одиниць 2С7 станом на 1990 рік[6].
7. 303 гвардійська Калинковицького двічі Червонопрапорна орденів Суворова і Кутузова гарматна артилерійська бригада великої потужності, вч пп 50432, п. Розенкруг, гарнізон Альтенграбов, НДР[10].
8. 384 артилерійська бригада великої потужності: 48 одиниць 2С7 станом на 1990 рік[6].
9. Пермський ПСХ: 25 одиниць 2С7 станом на 2000 рік[20].

## Бойове застосування
За час експлуатації в Радянській армії самохідні гармати «Піон» жодного разу не були використані у жодному збройному конфлікті, проте інтенсивно використовували в артилерійських бригадах великої потужності ГСВГ. Після підписання Договору про звичайні збройні сили в Європі всі самохідні гармати «Піон» та «Малка» були виведені із складу Збройних сил Російської Федерації та передислоковані у Східний військовий округ. Єдиним епізодом бойового застосування САУ 2С7 була Російсько-грузинська війна, коли грузинська сторона конфлікту використовувала батарею з шести САУ 2С7. При відступі грузинські війська сховали всі шість САУ 2С7 в районі Горі. Одна з 5 виявлених російськими військами САУ 2С7 була захоплена як трофей, решта — знищені.

### Російсько-українська війна

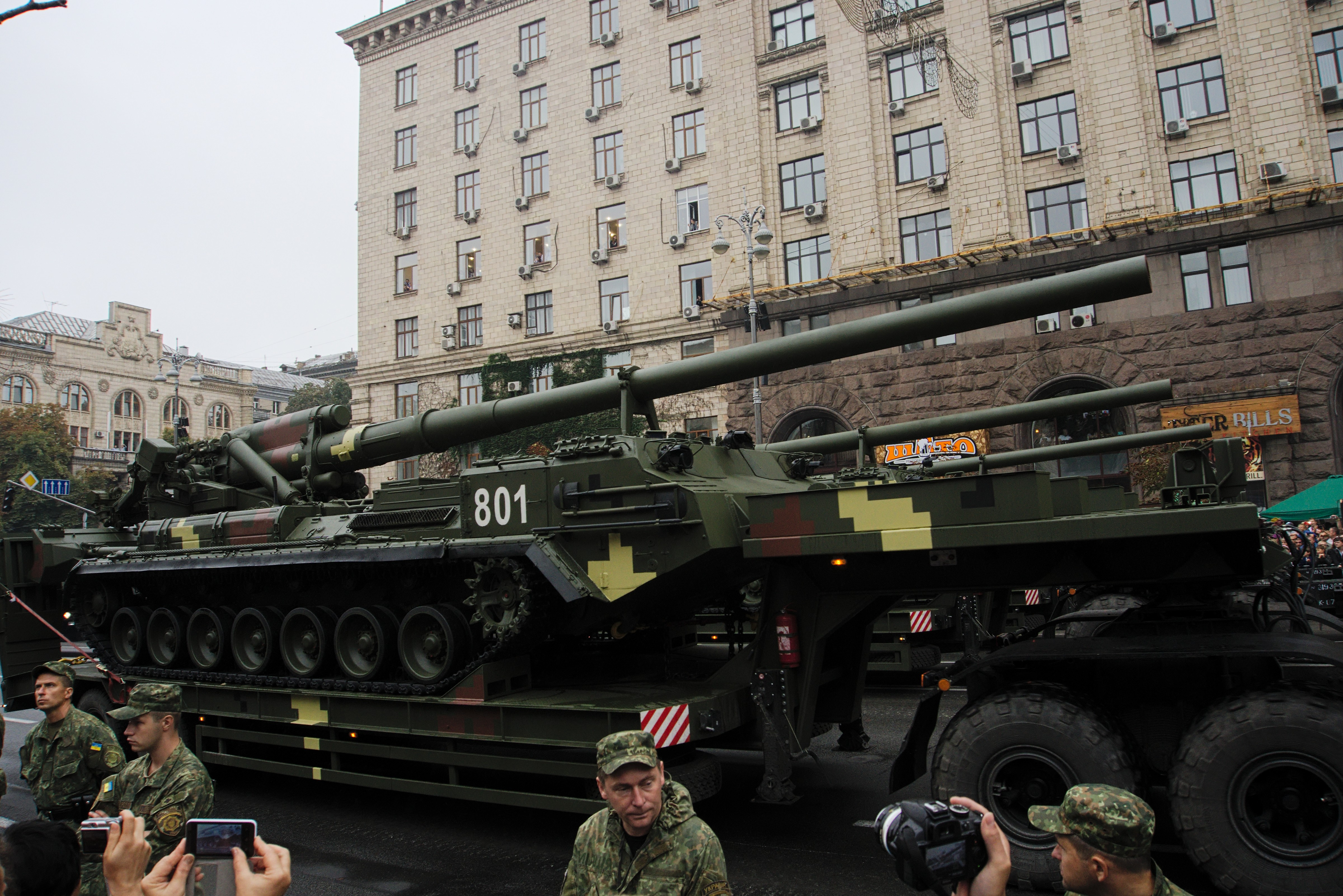
Установки 2С7 43-ї окремої артилерійської бригади на параді з нагоди Дня незалежності, 2016 рік

В листопаді 2014 року Україна у зв'язку з російським вторгненням розпочала розконсервацію і приведення в бойовий стан наявних установок 2С7. Заходи щодо відновлення і введення до бойового складу здійснювали ремонтні підрозділи ОК «Північ». З відновлених установок було створено 43-тю артилерійську бригаду великої потужності.
29 січня 2015 року з'явилося відео, на якому по підконтрольній на той час проросійським формуванням Макіївці рухається САУ 2С7 «Піон» 19-го артилерійського дивізіону РФ. У квітні 2015 року щонайменше 3 установки 2С7 «Піон» згоріли під час пожежі у військовому таборі Збройних сил РФ у Ростовській області.
В травні 2022 року російські пропагандисти показали відео застосування 2С7 «Малка» на Харківщині.
А в 20-х числах травня українські військові 45 ОАБр показали, як виявили та знищили кілька одиниць ворожої техніки на території Пологівського олійноекстраційного заводу у Пологах (Запорізька область), використовуючи безпілотник Spectator та 2С7 «Піон».
17 липня 2022 року 43-тя артилерійська бригада ЗСУ повідомила про знищення ворожої 2С7 «Піон».
24 липня 2022 року в соціальних мережах було поширене фото російської 2С7 «Малка» з розірваним стволом, імовірно через вичерпання ресурсу останнього під час бойових дій в Україні.
Внаслідок вичерпання боєзапасів, українські військові отримали снаряди від американської 203-мм САУ M110. Зокрема, уламково-фугасні снаряди M106.
27 жовтня 2024 року бійці батальйону безпілотних систем 100 окремої механізованої бригади одночасно знищили дві російські самохідні артилерійські установки 2С7 «Піон». Ураження ворожих САУ відбулося на марші поблизу тимчасово окупованої Горлівки, за 25 км від лінії фронту.
Станом на 7 липня 2025 року редактори Oryx Blog знайшли фото чи відео підтвердження безповоротної втрати Росією 30 САУ 2С7/М: 29 знищено та 1 захоплено українськими військовими. Ще низка були пошкоджені. Україна, за даними Oryx, втратила 7 САУ 2С7: 5 знищено та 2 захоплено.

## Оцінка установки
|                                           | 2С7      | M110A2    | М1978 Коксан | 2С7М     | AL FAO   | NORINCO 203 мм |
| ----------------------------------------- | -------- | --------- | ------------ | -------- | -------- | -------------- |
| Початок серійного виробництва             | 1976     | 1978      |              | 1986     | дослідна | дослідна       |
| Бойова маса, т                            | 45       | 28,35     | 40           | 46,5     | 48       |                |
| Екіпаж, чол.                              | 7        | 5         |              | 6        |          |                |
| Калібр гармати, мм                        | 203,2    | 203,2     | 170          | 203,2    | 210      | 203,2          |
| Довжина ствола, клб                       | 55,3     | 39,5      |              | 55,3     | 53       | 45,5           |
| Кути ВН, град.                            | 0 … + 60 | −2 … + 65 |              | 0 … + 60 | 0 … + 55 |                |
| Кути ГН, град.                            | 30       | 60        |              | 30       | 80       |                |
| Боєзапас, що возять, постр.               | 4        | 2         | —            | 8        |          |                |
| Максимальна дальність стрільби ОФС, км    | 37,4     | 24        | 40           | 37,4     | 45       | 40             |
| Максимальна дальність стрільби АР ОФС, км | 47,5     | 30        | 60           | 47,5     | 57,3     | 50             |
| Максимальна дальність стрільби КАС, км    | 30,4     | 24        |              | 30,4     |          |                |
| Маса ОФС, кг                              | 110      | 90,7      |              | 110      | 109,4    | 95,9           |
| Бойова скорострільність, постр/хв         | 1,5      | 1,5       | 0,2-0,4      | 2,5      |          |                |
| Калібр зенітного кулемета, мм             | 12,7     | —         | —            | 12,7     |          |                |
| Максимальна швидкість по шосе, км/год     | 50       | 54,7      | 40           | 50       | 80       | 80             |
| Запас ходу по шосе, км                    | 675      | 525       | 300          | 675      |          |                |

У 1970-ті роки Радянським Союзом була зроблена спроба переоснащення Радянської армії новими зразками артилерійського озброєння. Першим зразком стала самохідна гаубиця 2С3 «Акация», представлена громадськості в 1973 році, за нею: 2С1 «Гвоздика» в 1974 році, 2С4 «Тюльпан» в 1975 році, і в 1979 році були представлені 2С5 «Гиацинт-С» і 2С7. Завдяки новій техніці Радянський Союз суттєво підвищив живучість і маневреність своїх артилерійських військ. До моменту початку серійного виробництва САУ 2С7, на озброєнні США вже перебувала 203-мм корпусна самохідна гармата M110. В 1975 році 2С7 істотно перевершувала M110 за основними параметрами: дальності стрільби ОФС (37,4 км проти 16,8 км), возимий боєкомплект (4 постріли проти 2), питомої потужності (17,25 л.с./т проти 15,4), проте при цьому обслуга САУ 2С7 складала 7 осіб проти 5 на M110. У 1977 і 1978 роках на озброєння армії США надійшли вдосконалені самохідні гармати M110A1 і M110A2, що вирізнялися збільшеною до 30 км максимальною дальністю стрільби, однак і вони не змогли за цим параметром перевершити САУ 2С7. Перевагою «Піона» над САУ M110 є повністю броньоване шасі, тоді як у M110 броньоване тільки моторно-трансмісійне відділення.
В КНДР в 1978 році на основі танку Тип 59 була створена 170-мм САУ «Коксан». Гармата дозволяла вести вогонь на дистанції до 60 км, однак мала ряд істотних недоліків: низька живучість ствола, мала скорострільність, низька рухливість шасі і відсутність возимого боєкомплекту. У 1985 році був розроблений удосконалений варіант, ця гармата на вигляд і за компонуванням нагадувала самохідну гармату 2С7.
Спроби створення систем, аналогічних M110 і 2С7, робилися в Іраку. В середині 1980-х років була почата розробка 210-мм самохідної гармати AL FAO. Гармата створювалась як відповідь на іранські M107, причому гармата мала істотно перевершувати цю САУ по всіх параметрах. В результаті був виготовлений, а в травні 1989 року продемонстрований дослідний зразок САУ AL FAO. Самохідна артилерійська установка мала вигляд шасі самохідної гаубиці G6, на якому було встановлено 210-мм гармату. Самохідна установка була здатна розвивати швидкість на марші до 80 км/год. Довжина ствола становила 53 калібри. Вогонь можна вести як звичайними 109,4-кг осколково-фугасними снарядами з донною виїмкою і максимальною дальністю стрільби в 45 км, так і снарядами з  донним газогенератором з максимальною дальністю стрільби до 57,3 км. Проте запроваджені на початку 1990-х років економічні санкції проти Іраку завадили подальшій розробці гармати, і проект не вийшов за стадію дослідних зразків.
В середині 1990-х китайська компанія NORINCO на основі M110 розробила дослідний зразок 203-мм самохідної гармати з новою артилерійською частиною. Причиною розробки була незадовільна дальність стрільби САУ M110. Нова артилерійська частина дозволила збільшити максимальну дальність стрільби осколково-фугасними снарядами до 40 км, а активно-реактивними до 50 км. Крім того, САУ могла вести вогонь керованими, ядерними снарядами, а також касетними снарядами-постановниками протитанкових мін. Далі виготовлення дослідного зразка розробки не просунулись.
В результаті завершення ДКР «Піон» на озброєння Радянської армії надійшла САУ, яка втілила в собі передові ідеї конструювання самохідних гармат великої потужності. Для свого класу САУ 2С7 мала високі експлуатаційні характеристики (маневреність і відносно невеликий час переведення САУ в бойове положення і назад). Завдяки калібру 203,2 мм і максимальній дальності стрільби осколково-фугасними снарядами, самохідна гармата «Піон» мала високу бойову ефективність: так, за 10 хвилин вогневого нальоту, САУ здатна «доставити» до цілі близько 500 кг вибухової речовини. Проведена в 1986 році модернізація до рівня 2С7М дозволила цій САУ відповідати вимогам що ставляться до перспективних артилерійським систем озброєння на період до 2010 року. Єдиним недоліком, який відзначають західні фахівці, є відкрита установка гармати, що не дозволяє захищати екіпаж при роботі на позиції від осколків снарядів або вогню противника. Подальше вдосконалення системи пропонувалося проводити шляхом створення керованих снарядів типу «Сміливець», дальність стрільби якими могла б скласти до 120 км, а також поліпшення умов роботи екіпажу САУ. Фактично ж після виведення зі складу Збройних сил Російської Федерації та передислокації в Східний військовий округ більшість САУ 2С7 і 2С7М було відправлено на зберігання, а в експлуатації залишилася лише мала їх частина.

## Оператори

### Поточні

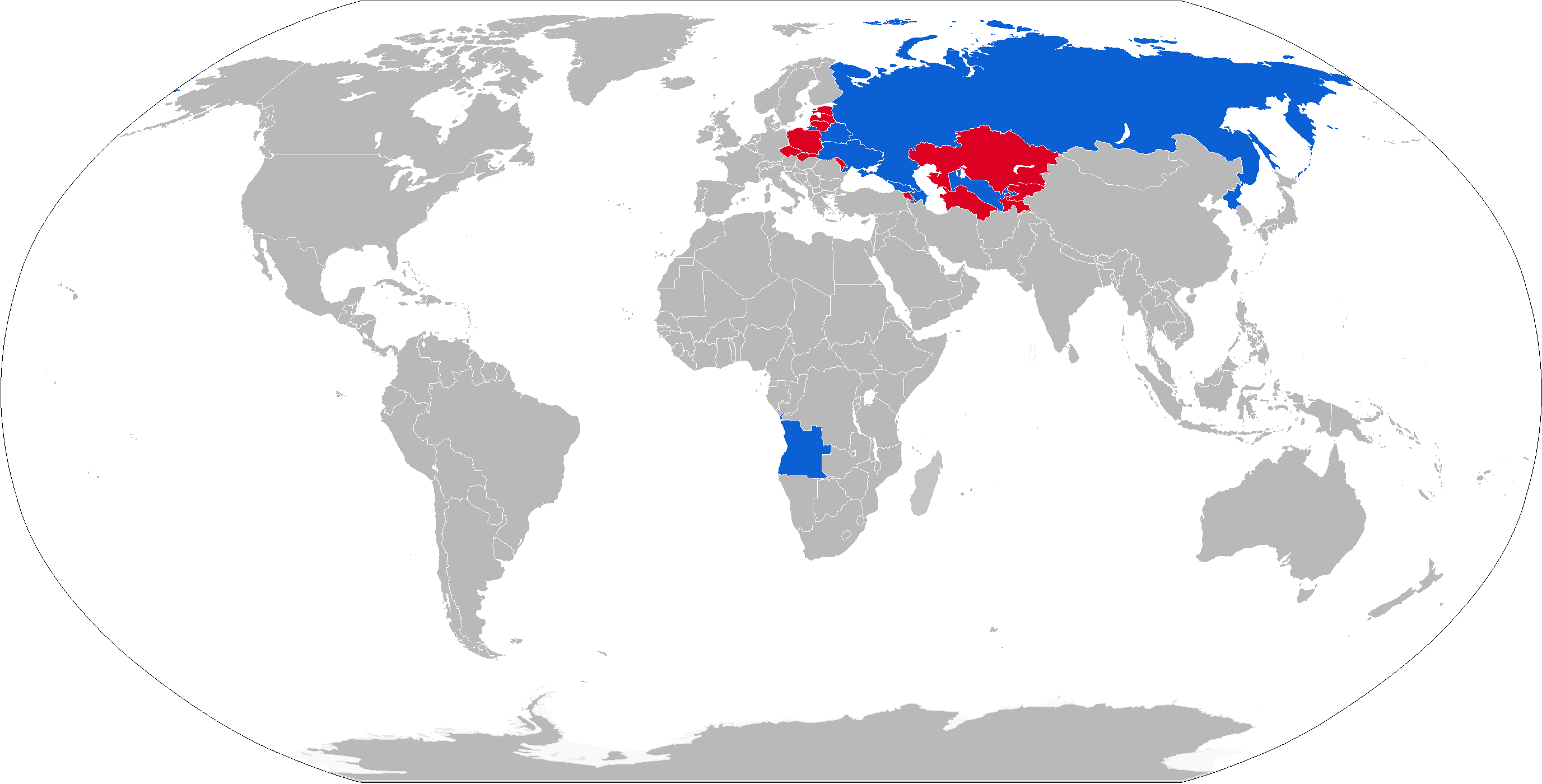
Країни-оператори 2С7
Поточні
Колишні

- Ангола — 12 одиниць 2С7, станом на 2024 рік[47]
- Азербайджан — 12 одиниць 2С7, станом на 2024 рік[48]
- Грузія — 1 одиниця 2С7 станом на 2024 рік[49]. На 2006 рік IISS Military Balance вказував наявність у Грузії лише однієї 2С7. 2007 Грузія придбала у України ще 5 одиниць. Усього на серпень 2008 року на озброєні Грузії перебувало шість САУ 2С7, 5 з яких були втрачені грузинськими військами під час російсько-грузинської війни 2008[50][51]
- Росія — 50 одиниць 2С7М «Малка» та 75 2С7 «Піон» (а також 160 одиниць 2С7 «Піон» на зберіганні), станом на 2024 рік[52]
- Узбекистан — 48 одиниць 2С7, станом на 2024 рік[53]
- Україна — 20 одиниць 2С7 на озброєнні, станом на 2024 рік[54]. На зберіганні перебувало до 83 одиниць 2С7, станом на 2021 рік[55]

### Колишні
- Білорусь — 36 одиниць 2С7, станом на 2010 рік. З 2019 року IISS Military Balance не подає наявності 2С7 у складі ЗС РБ
- Болгарія — кількість і статус невідомі. Станом на 2019 рік IISS Military Balance не подає наявності 2С7 у складі ЗС РБ
- Польща — 8 одиниць 2С7 надійшли з СРСР 1989 року[50], зняті з озброєння у 2006 році
- Чехословаччина — 12 одиниць 2С7 надійшли з СРСР у період з 1987 по 1989[50], 9 перейшли до Чехії і 3 — до Словаччини
- Чехія — 9 одиниць 2С7 було на озброєнні 17-го дивізіону великокаліберної артилерії у Жамберку, з 1994 року зняті з озброєння[56]. Одна машина зберігається у військовому музеї в Лешанах
- СРСР — 347 одиниць 2С7, станом на 1990 рік[6], перейшли до утворених після розпаду держав

|                                  |
| Музей техніки Вадима Задорожного |

|                                                                    |
| Військово-історичний артилерії, інженерних військ і військ зв'язку |

|                                      |
| Технічний музей імені К. Г. Сахарова |

|                                              |
| Історико-культурний комплекс «Лінія Сталіна» |

|                          |
| Музей артилерії в Торуні |

|                                    |
| Музей бронетехніки Жака Літтлфілда |

### Росія
За даними довідника The Military Balance, на кінець 2021 року армія РФ мала на озброєнні лише 60 модернізованих 2С7М «Малка», та ще 260 радянських 2С7 «Піон» — на зберіганні.
Левова частина 2С7 зберігалась на території 94-го арсеналу ГРАУ в Омську.
Наприкінці липня 2022 року у відкритому доступі з'явились супутникові знімки, які вказують — на початок квітня 2022 року на 94-ому арсеналі ГРАУ озброєння ЗС РФ в Омську стояло 170 самохідних артилерійських установок 2С7 «Піон» калібру 203 мм. А от станом уже на 18 липня — знімки показують, що на тій базі стояло вже тільки 110 САУ «Піон» радянського виробництва.
Поряд із арсеналом розміщена військова частина № 63779 (у складі 1062 ЦМТО), що займається ремонтом артилерійського озброєння, відповідно — є потужності, щоб повертати у стрій самохідні 203-мм гармати.

## Галерея

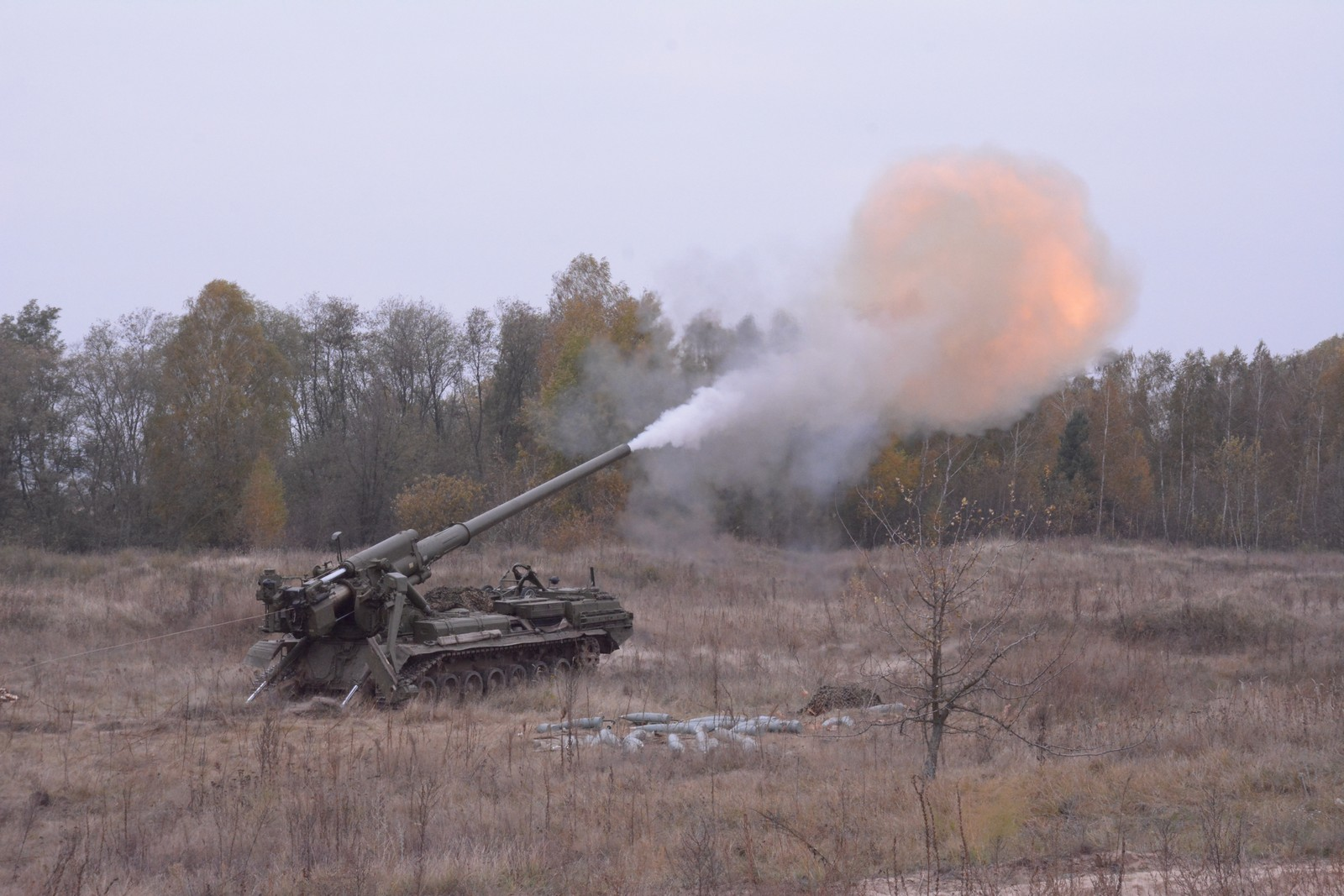
Бойові стрільби 43 ОАБр, 2016
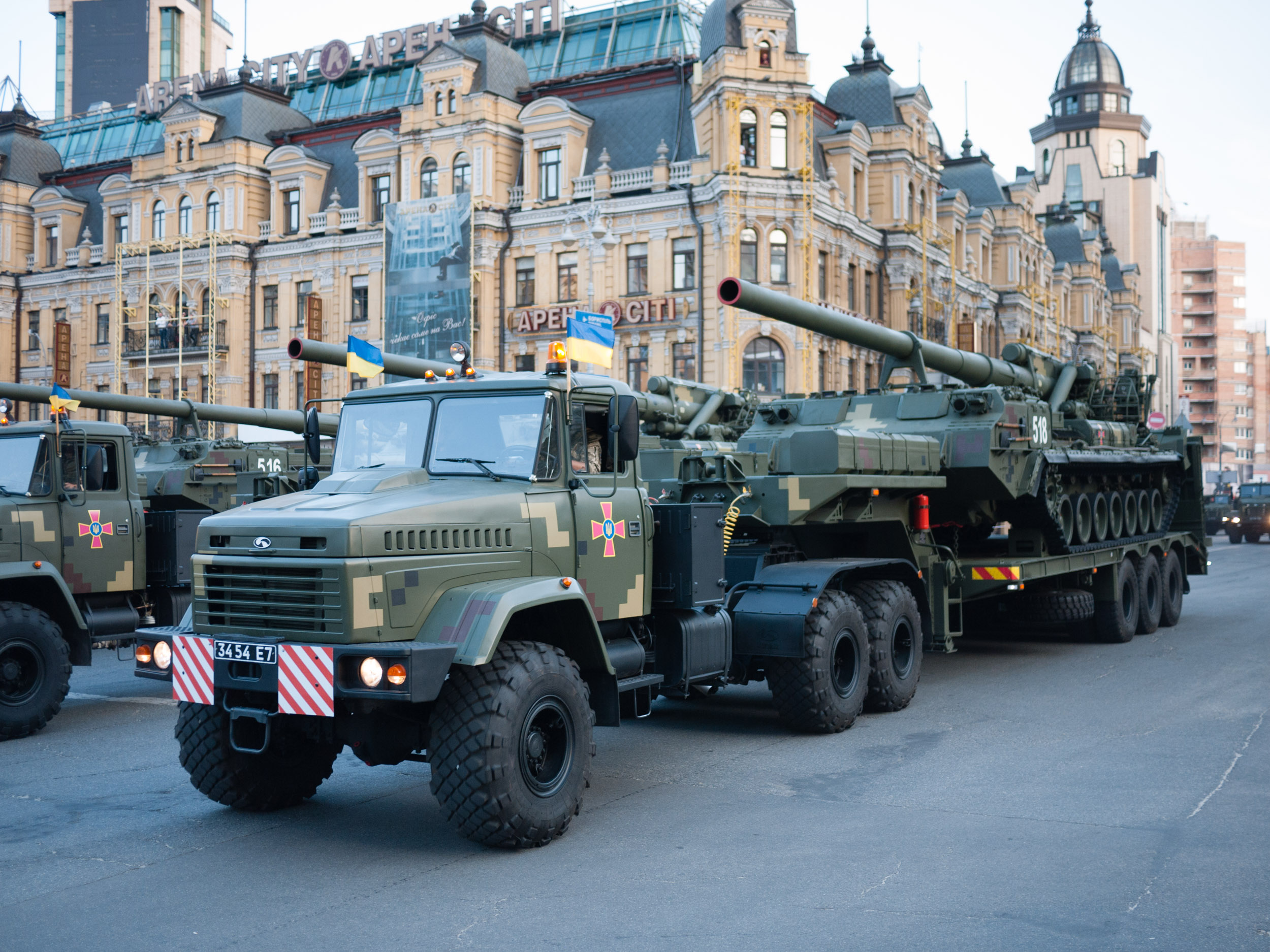
На параді в 2018
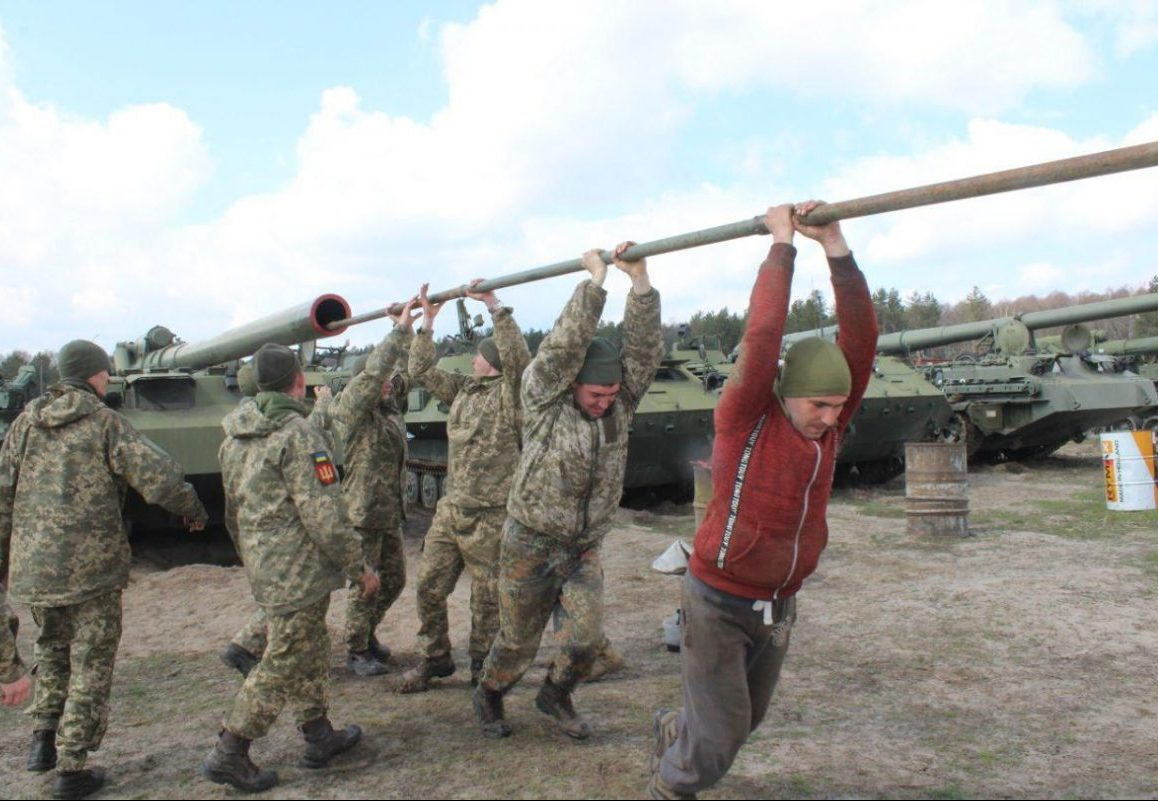
Обслуговування бійцями 43 ОАБр, 2021
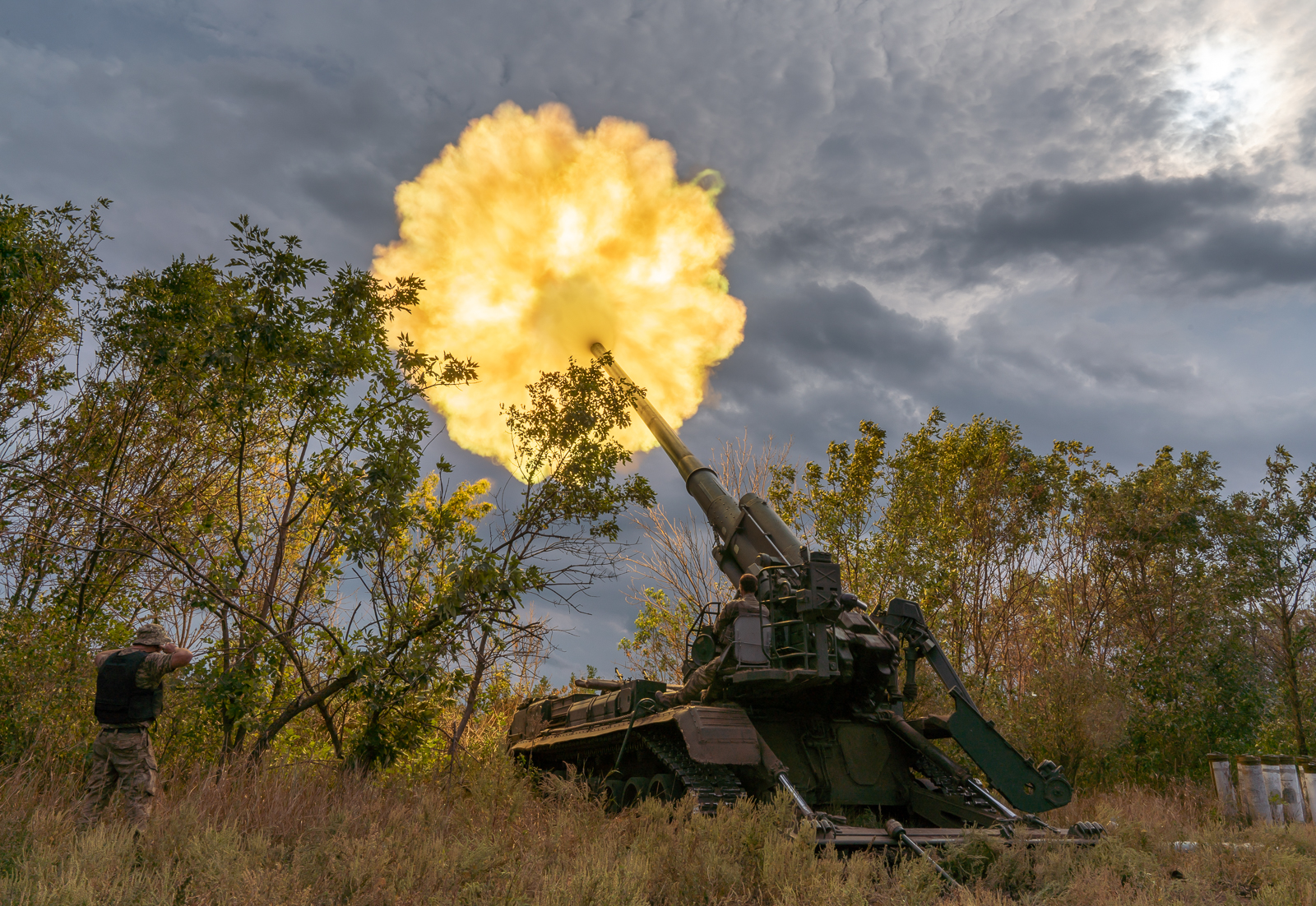
Артилеристи 43-ої ОАБр стріляють з 2С7 «Піон», вересень 2022

## Виноски
1. ↑  На максимальному заряді.
2. ↑  Не прийнятий на озброєння.